# Mosina
Mosina (in tedesco Moschin) è un comune urbano-rurale della Polonia del distretto di Poznań, nel voivodato della Grande Polonia.
Ricopre una superficie di 170,87 km² e nel 2004 contava 24 725 abitanti.